# Thomas Rechsteiner
Thomas Rechsteiner, né le 14 novembre 1971 à Appenzell (originaire du même lieu), est une personnalité politique suisse, membre du parti démocrate-chrétien. 
Il est député du canton d'Appenzell Rhodes-Intérieures au Conseil national depuis fin 2019. 

## Biographie
Thomas Rechsteiner naît le 14 novembre 1971 à Appenzell, dont il est également originaire.
Il est agent d'assurance diplômé et conseiller financier. Il dirige l'agence générale d'assurance de la Mobilière en Appenzell.
Il est marié et père de trois enfants.

## Parcours politique
Thomas Rechsteiner fait ses débuts en politique dans le conseil de son école, et plus tard au Grand Conseil du canton d'Appenzell Rhodes-Intérieures. Il siège ensuite de 2011 à 2018 au Conseil d'État de son canton comme chef des finances cantonales (Säckelmeister, responsable de la bourse). 
Il est élu conseiller national en 2019, distançant nettement les autres candidats. Il y succède à son collègue de parti Daniel Fässler, élu au Conseil des États. Il est réélu en 2023, sans le moindre adversaire.
Il siège à la Commission de la politique de sécurité (CPS) jusqu'en février 2023, puis à la Commission de la sécurité sociale et de la santé publique (CSSS).

### Positionnement politique
En 2021, il milite contre le mariage entre personnes de même sexe.